# Арчабильский этрап
Арчабильский этрап (туркм. Arçabil etraby) — один из этрапов Ашхабада. Создан в 2015 году в результате объединения Чандыбильского и Арчабильского этрапов, а также передачи территории в 3910 га Абаданского этрапа города Ашхабада.

## Бывший посёлок Арчабил (Фирюза)

### Название
Фирюза (на яз. фарси) — бирюза. В переводе с персидского фирюза (фируза) — камень счастья, ещё «пируз» — «одерживающий победу». «Певризе» — (туркм.)
Посёлок переименован в Арчабил, по указанию президента С. Ниязова.

### Население
Население посёлка — около 3000 жит. (1983 г.) По состоянию на 2008 г. — оседлое население отсутствует. Проживают только обслуживающий персонал, туристы, охрана президента и пограничники.

### География
Расположен в Фирюзинском (Арчабильском) ущелье, в горах Копетдага, в 35 км к западу от Ашхабада. Является крупнейшим климатическим курортом Туркменистана.
На территории бывшего военного санатория «Фирюза» расположен самый большой чинар (платан) в Средней Азии — «Семь братьев». Через посёлок протекает речка Фирюзинка, одетая в гранитную набережную, построенную силами строительного батальона.
Платановый парк. Деревья волошского (грецкого) ореха. Заросли ежевики.

### Архитектура
Представляет собой узко вытянутую планировку с одной центральной улицей, между склонами гор и ущелья, вдоль реки Фирюзинки. Посёлок заканчивается пограничными воротами на территорию Ирана.
До 1917 года в Фирюзе стояли дачи высшей колониальной администрации и начальника Закаспийской области. Была проложена узкоколейная железная дорога, которую разобрали на военные нужды перед 1917 годом.
В советское время был застроен частными домами, корпусами баз отдыха и пансионатов, 12-ю пионерскими лагерями («Орлёнок», «Дружба» («Достлук»), «Пограничник», «Строитель», «Яшлык» («Молодость»), «Урожай», «Дозорный» и другие), кафе. Имелись: средняя школа, роддом, детские сады, кинотеатр, бассейны, парк, яблоневый сад.
Посёлок газифицирован с 1983 года.
В постсоветский период в Фирюзе стала располагаться одна из загородных резиденций туркменского президента.

Из архитектуры выделялась оригинальным проектом средняя школа, построенная в начале восьмидесятых. Сейчас в ней расположена погранзастава. Напротив школы, на горе была расположена бетонная скульптура орла,установленная председателем поселкового совета местечка Фирюза Г. А. Джарагетти. Строятся: новый президентский дворец, виллы для семьи и родственников президента. Для этих целей с 2000-х годов велось отселение местных жителей в города Ашхабад и Безмеин, которое было закончено к 2008 году.
В 2006 году совместно с австрийскими специалистами на месте яблоневого сада построено искусственное водохранилище площадью 5 га, объёмом 300 тысяч кубометров и питаемое водами речки Фирюзинки. Рядом построено второе такое же водохранилище.
3 февраля 2008 года Народный совет Туркменистана принял постановление об изменении статуса города Арчабил, подписанное президентом Туркменистана Гурбангулы Бердымухамедовым.
Согласно постановлению, «в связи с отсутствием социально-экономических условий, соответствующих категории города, и малочисленностью населения города Арчабил, ему придан особый статус посёлка без образования представительного органа народной власти — Генгеши». В соответствии с этим документом, впредь этот населённый пункт будет именоваться: посёлок Арчабил, этрапа (района) Арчабил, города Ашхабада.
В 2015 году ввиду отсутствия населения, постоянно проживающего в посёлке, был прекращён его статус посёлка.